# Сосновый акмеопс
Сосновый акмеопс (Acmaeops marginatus) — жук из семейства усачей и подсемейства усачики.

## Описание
Жук длиной от 7 до 11 мм. Время лёта взрослого жука — с мая по июнь.

## Распространение
Распространён в Европе, в особенности на юге.

## Экология и местообитания
Жизненный цикл вида длится два года. Кормовые растения — хвойные деревья, в основном сосна (Pinus).